# The Caryatids
The Caryatids est un roman de science-fiction de l'écrivain américain Bruce Sterling, publié en 2009. Il raconte l'histoire des quatre "sœurs" de Mihajlovic, des clones de la veuve d'un seigneur de la guerre des Balkans, désormais exilée dans une station spatiale orbitale. Du point de vue d’un entrepreneur de "Dispensation" de Los Angeles, les sœurs, élevées dans un environnement informatique omniprésent, pourraient réussir à sauver la Terre de l’effondrement de l’environnement (voir dégradation de l’environnement, effondrement de l’environnement, pollution, et autres concepts.) en 2065.
Les lieux du roman incluent l'île croate de Mljet, Los Angeles menacée par un supervolcan, et les restes de l'Asie centrale.

## Détails de la sortie
- The Caryatids, Del Rey Books, février 2009, 295 p. (ISBN 978-0-345-46062-2, lire en ligne)